# Karol
Karol ist ein männlicher Vorname, in seltenen Fällen auch ein weiblicher.

## Herkunft und Bedeutung
Karol ist die slawische Form von Karl. Die weibliche Form ist Karola.

## Varianten
- Karolis, litauisch

## Namensträger

### Vorname
- Karol Andrej Bel (1717–1782), slowakischer Historiker
- Karol Badyna (* 1960), polnischer Bildhauer
- Karol Beck (* 1982), slowakischer Tennisspieler
- Karol Borsuk (1905–1982), polnischer Mathematiker
- Karol Dobiaš (* 1947), slowakischer Fußballspieler
- Karol Hoffmann (Leichtathlet, 1913)  (1913–1971), polnischer Leichtathlet
- Karol Hoffmann (Leichtathlet, 1989) (* 1989), polnischer Leichtathlet
- Karol Irzykowski (1873–1944), polnischer Schriftsteller
- Karol Kennedy (1932–2004), US-amerikanische Eiskunstläuferin
- Karol Kniaziewicz (1762–1842), polnischer General
- Karol Kurpiński (1785–1857), polnischer Komponist
- Karol Kuzmány (1806–1866), slowakischer Schriftsteller und Theologe
- Karol Lipiński (1790–1861), polnischer Violinist, Komponist und Operndirigent
- Karol Mikuli (1819–1897), armenisch-polnisch-rumänischer Komponist, Pianist und Musikpädagoge
- Karol Pietrowski (1760?–1800?), polnischer Komponist
- Karol Rathaus (1895–1954), polnischer Komponist
- Karol Sevilla (* 1999), mexikanische Schauspielerin und Sängerin
- Karol Sidon (* 1942), tschechischer Schriftsteller und Rabbiner
- Karol Skowerski (* 1984), polnischer Poolbillardspieler
- Karol Świerczewski (1897–1947), polnischer General
- Karol Szymanowski (1882–1937), polnischer Komponist
- Karol Wojtyła (1920–2005), Papst Johannes Paul II.
- Karol Zając (1913–1965), polnischer Skirennläufer

### Familienname
- Davida Karol (1917–2011), israelische Schauspielerin
- Dušan Karol (* 1983), tschechischer Tennisspieler
- Frederick J. Karol (1933–2018), US-amerikanischer Chemieingenieur
- Gerd Karol (* 1934), deutscher Bergmann und MdV
- Jakob Karol († 1932), österreichischer Filmproduzent und Filmproduktionsleiterer
- Julija Karol (* 1991), belarussische Mittelstreckenläuferin
- Miloš Karol (* 2002), slowakischer Tennisspieler
- Tina Karol (* 1985), ukrainische Sängerin
- Wilhelm Karol (1898–?), österreichischer Filmmanager

## Sonstiges
- Karol – Ein Mann, der Papst wurde, Film (2005) über Papst Johannes Paul II. und seine Fortsetzung Karol – Papst und Mensch
- Kopalnia Węgla Kamiennego Karol, Grube